# Spirostreptus bonifatius
Spirostreptus bonifatius är en mångfotingart som beskrevs av Carl Graf Attems 1914. Spirostreptus bonifatius ingår i släktet Spirostreptus och familjen Spirostreptidae. Inga underarter finns listade i Catalogue of Life.